# Sentimento anti-Qing

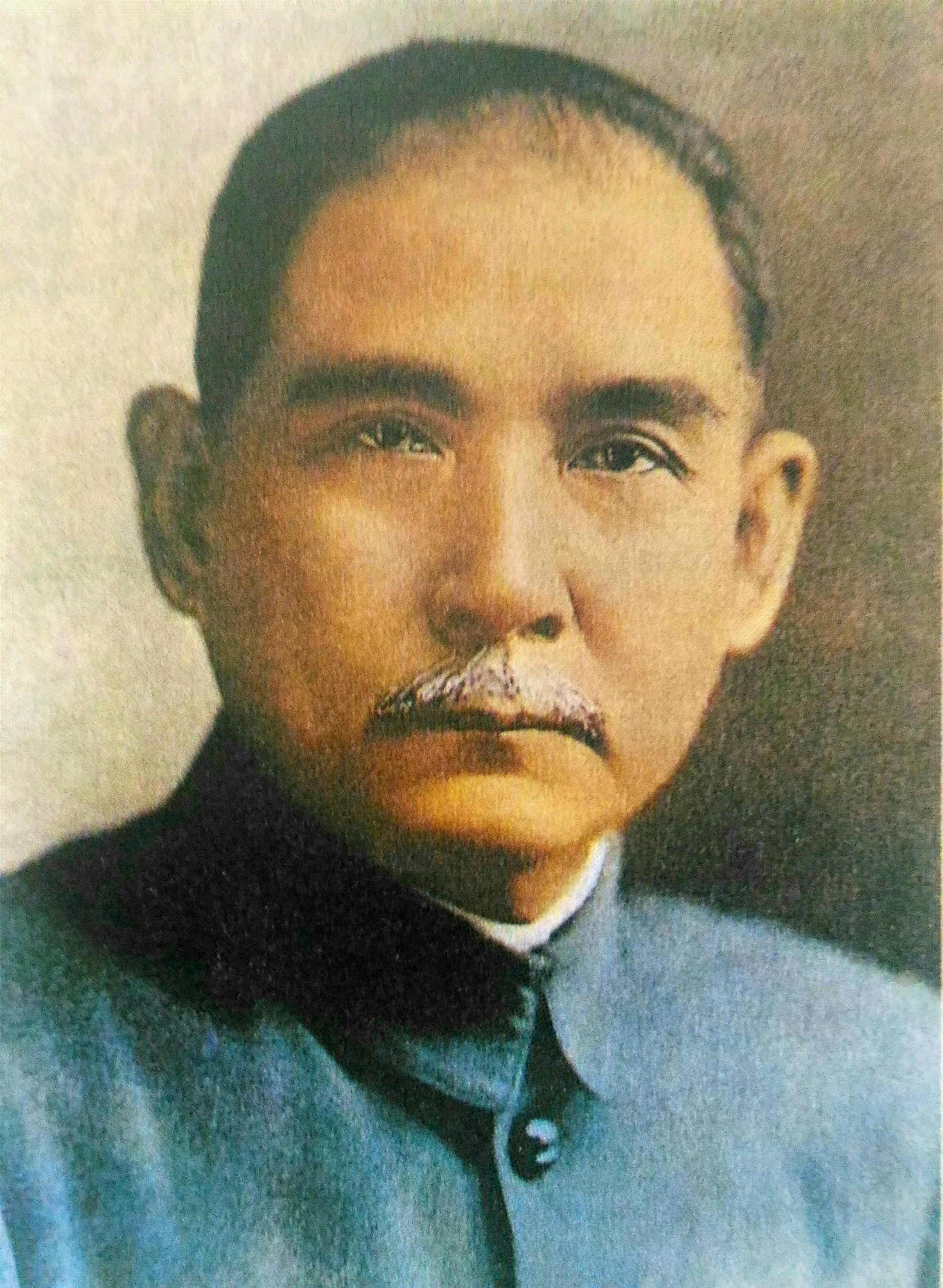
Sun Yat-sen, fundador da República da China

Sentimento anti-Qing (chinês tradicional: 反清, pinyin: fǎn Qīng) refere-se a um sentimento mantido principalmente na China contra o governo da dinastia Qing liderada pelos Manchus (1644–1912), que foi criticado pelos oponentes como sendo "bárbaro". Os Qing foram acusados de destruir a cultura tradicional Han ao aplicar políticas como forçar os Han a usar o cabelo em rabicho no estilo Manchu. Foi responsabilizado por suprimir a ciência chinesa, fazendo com que a China se transformasse da principal potência mundial numa nação pobre e atrasada. O povo dos Oito Estandartes vivia de pensões do governo, ao contrário da população civil Han em geral.
O slogan de manifestação dos ativistas anti-Qing foi "Fǎn Qīng fù Míng" (chinês simplificado: 反清复明; chinês tradicional: 反清復明; literalmente: "Oponha-se aos Qing e restaure os Ming"), relacionado ao slogan da Rebelião Boxer "Apoie os Qing e elimine os estrangeiros" ("扶清滅洋; fú Qīng miè yáng").
No sentido mais amplo, um ativista anti-Qing era qualquer pessoa que se envolvesse em ação direta anti-Manchu. Isto incluiu pessoas de muitos movimentos políticos e revoltas tradicionais, como a Rebelião Taiping, a Revolução Xinhai, a Revolta dos Três Feudatórios, a Sociedade para a Regeneração Chinesa, o Tongmenghui, a Revolta dos Panthay, a Rebelião do Lótus Branco, e outros.

## Lealismo Ming no início de Qing

### Lealistas muçulmanos Ming

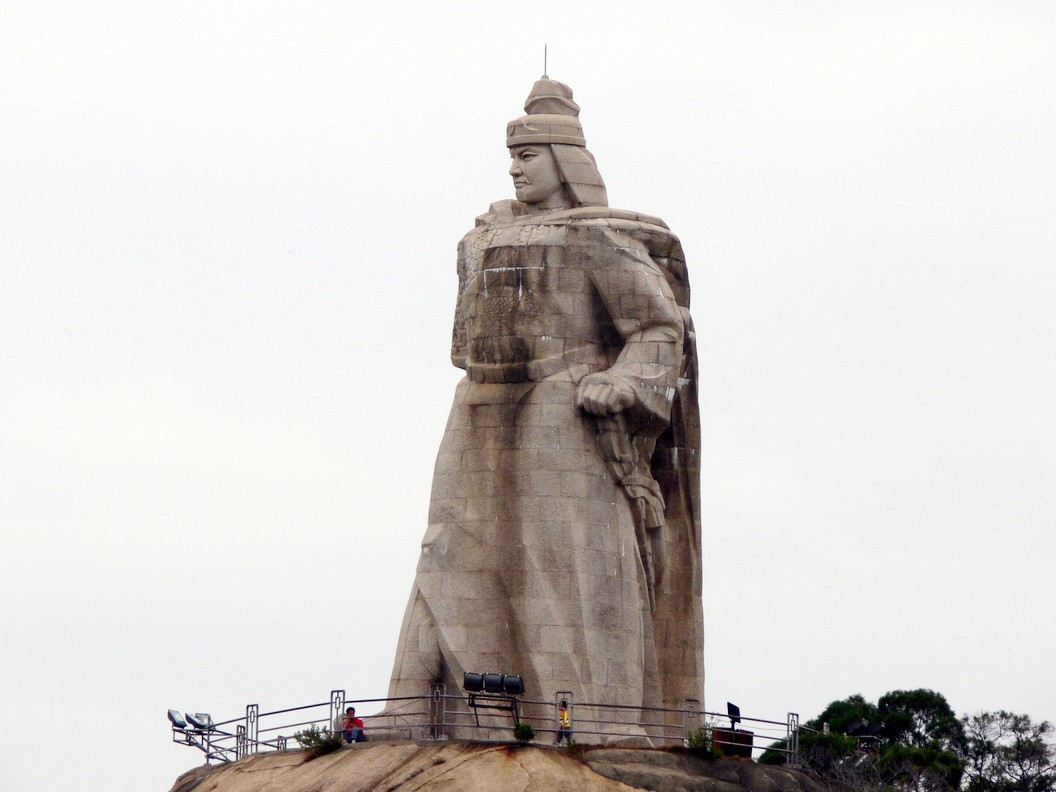
Estátua de Zheng Chenggong na Ilha Gulangyu em Xiamen, uma das muitas na China continental e em Taiwan.

Os leais Hui Ming sob Mi Layin e Ding Guodong lutaram contra os Qing para restaurar um príncipe Ming ao trono de 1646 a 1650. Quando a dinastia Qing conquistou a capital da dinastia Ming (1368-1644) em 1644, os muçulmanos leais aos Ming em Gansu, liderados pelos líderes muçulmanos Milayin  e Ding Guodong, lideraram uma revolta em 1646 contra os Qing durante a rebelião de Milayin, a fim de expulsar os Qing e restaurar o príncipe Ming de Yanchang Zhu Shichuan ao trono como imperador.  Os leais muçulmanos Ming foram apoiados pelo sultão Sa'id Baba de Hami e seu filho, o príncipe Turumtay.    Os leais muçulmanos Ming foram acompanhados por tibetanos e chineses han na revolta.  Após ferozes combates e negociações, um acordo de paz foi alcançado em 1649, e Milayan e Ding juraram nominalmente lealdade aos Qing e receberam patentes como membros do exército Qing.  Quando outros leais aos Ming no sul da China ressurgiram e os Qing foram forçados a retirar suas forças de Gansu para combatê-los, Milayan e Ding mais uma vez pegaram em armas e se rebelaram contra os Qing.  Os muçulmanos leais aos Ming foram então esmagados pelos Qing, com 100.000 deles, incluindo Milayin, Ding Guodong e Turumtay mortos em batalha.
O estudioso muçulmano confucionista Hui Ma Zhu (1640–1710) serviu com os leais aos Ming do sul contra os Qing. 

### Koxinga
O general leal aos Ming, Zheng Chenggong, mais conhecido pelo título Koxinga, liderou um movimento militar para se opor à dinastia Qing de 1646 a 1662. Ele estabeleceu o Reino de Tungning na ilha de Taiwan.

### Joseon
A Dinastia Joseon da Coreia operava dentro do sistema tributário Ming e tinha uma forte aliança com os Ming durante as invasões japonesas da Coreia (1592-1598). Isso colocou Joseon em um dilema quando Nurhachi e os Ming solicitaram apoio. Gwanghaegun de Joseon tentou manter a neutralidade, mas a maioria de seus oficiais se opôs a ele por não apoiar os Ming, um aliado de longa data.
Em 1623, o rei Gwanghaegun foi deposto e substituído pelo rei Injo (r. 1623–1649), que baniu os apoiadores de Gwanghaegun. Invertendo a política externa do seu antecessor, o novo rei decidiu apoiar abertamente os Ming, mas uma rebelião liderada pelo comandante militar Yi Gwal eclodiu em 1624 e destruiu as defesas militares de Joseon no norte. Mesmo depois de a rebelião ter sido reprimida, o rei Injo teve de mobilizar forças militares para garantir a estabilidade da capital, deixando menos soldados para defender as fronteiras do norte. 
Os Manchus invadiram a Coreia duas vezes, em 1627 e 1636, eventualmente forçando Joseon a romper seus laços com os Ming e, em vez disso, a se tornar um tributário dos Manchus. No entanto, a oposição popular aos Manchus permaneceu na Coreia. Joseon continuou a usar o calendário Ming em vez do calendário Qing, e os coreanos continuaram a usar roupas e penteados no estilo Ming, em vez do rabicho Manchu. Após a queda da dinastia Ming, os coreanos Joseon viam-se como continuadores das tradições do Neoconfucionismo. 

## Rebeliões anti-Qing

### Rebeliões Mongóis
Os mongóis sob o domínio Qing foram divididos em três grupos principais - os mongóis interiores, os mongóis Calcas exteriores e os mongóis orientais Oirates.
O Cã Chahar Ligdan Cã da Mongólia Interior, um descendente de Genghis Khan, se opôs e lutou contra os Qing até morrer de varíola em 1634. Depois disso, os mongóis interiores sob seu filho Ejei Cã se renderam aos Qing em 1636 e receberam o título de príncipe (Qin Wang, 親王), e a nobreza da Mongólia Interior tornou-se intimamente ligada à família real Qing e casou-se extensivamente com eles. Ejei Khan morreu em 1661 e foi sucedido por seu irmão Abunai. Depois que Abunai mostrou descontentamento com o governo Manchu Qing, ele foi colocado em prisão domiciliar em 1669 em Shenyang e o imperador Kangxi deu seu título a seu filho Borni. Abunai então esperou e então ele e seu irmão Lubuzung se revoltaram contra os Qing em 1675 durante a Revolta dos Três Feudatórios, com 3.000 seguidores Chahar Mongol juntando-se à revolta. Os Qing então esmagaram os rebeldes em uma batalha em 20 de abril de 1675, matando Abunai e todos os seus seguidores. Seu título foi abolido, todos os homens reais mongóis Chahar foram executados, mesmo que tivessem nascido de princesas Manchu Qing, e todas as mulheres reais mongóis Chahar foram vendidas como escravas, exceto as princesas Manchu Qing. Os Mongóis Chahar foram então colocados sob o controle direto do Imperador Qing, ao contrário das outras ligas da Mongólia Interior que mantiveram sua autonomia.
Os mongóis Calcasestavam mais relutantes em ficar sob o domínio Qing, apenas se submetendo ao imperador Kangxi depois de sofrerem uma invasão do Canato da Zungária sob seu líder Galdã. Enquanto os Mongóis Superiores Oirates Khoshut em Qinghai se rebelaram contra os Qing durante o reinado do Imperador Yongzheng, mas foram esmagados e derrotados. Os Oirates Mongóis Zungares no Canato da Zungária ofereceram resistência total e guerra contra os Qing durante décadas, até que os Qing aniquilaram os Dzungars no Genocídio zungar. Os rebeldes mongóis Calcas sob o comando do príncipe Chingünjav conspiraram com o líder zungar Amursana e lideraram uma rebelião contra os Qing ao mesmo tempo que os zungares. Os Qing esmagaram a rebelião e executaram Chingünjav e toda a sua família.
Durante a Revolução Xinhai, os Mongóis Calcas Exteriores organizaram uma revolta contra os Qing e expulsaram os Ambans Manchus.

### Rebelião Taiping

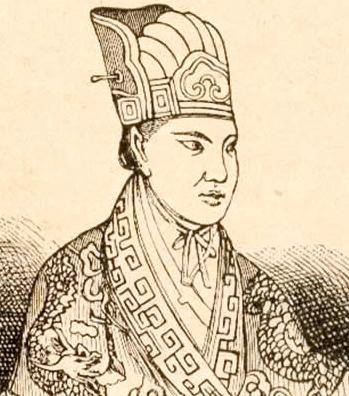
Um desenho de Hong Xiuquan como o "Rei Celestial" (ca. 1860)

Hong Xiuquan (洪秀全, Hóng Xiùquán) foi um chinês Hacá que foi o líder da Rebelião Taiping (1850-1864) contra a dinastia Qing. Ele se proclamou o Rei Celestial, estabeleceu o Reino Celestial de Taiping e chamou Jesus Cristo de seu irmão. 

#### Genocídio e extermínio de Manchus
Impulsionados pelo seu ódio feroz aos Manchus, os Taiping lançaram uma campanha massiva de genocídio contra os Manchus para exterminar toda a sua raça.
Em todas as áreas capturadas, os Taiping imediatamente invadiram o forte Manchu para matar todos os Manchus. Um leal a Qing observou na província de Hunan os massacres genocidas cometidos pelas forças Taiping contra os Manchus e escreveu sobre os "lamentáveis Manchus", os homens, mulheres e crianças Manchus que foram exterminados pelos Taiping com suas espadas. Assim que Hefei capitulou, as forças Taiping invadiram o bairro Manchu gritando "Mate os demônios (Manchus)!" enquanto exterminava todos os Manchus que viviam lá. Toda a população Manchu de Nanquim também foi aniquilada. 
Depois de conquistar Nanjing, as forças Taiping invadiram o forte Manchu, matando cerca de 40.000 Manchus, que representava toda a população Manchus da cidade.  Em 27 de outubro de 1853, cruzaram o Rio Amarelo em T'sang-chou e massacraram cerca de 10.000 Manchus.  Em Shaoxing, 2.000 Manchus também foram mortos. 

### Rebelião do Turbante Vermelho (1854-1856)
Quando chegaram aos seus ouvidos a notícia de que os Taipings conseguiram conquistar Nanjing, os cantoneses anti-Manchu no Delta do Rio das Pérolas viram isso como uma oportunidade e possibilidade de derrubar os Manchus para restaurar o domínio Han sobre a China e iniciaram a Rebelião do Turbante Vermelho (1854–1856). Esses rebeldes eram chamados de 'turbantes vermelhos' por causa dos lenços vermelhos que usavam. 
A Rebelião do Turbante Vermelho foi inicialmente bem sucedida, pois os rebeldes ganharam o controle de uma quantidade considerável de território. Em julho de 1854, Foshan foi ocupada pelos rebeldes.  Numa tentativa desesperada de erradicar quaisquer instalações que pudessem apoiar os Turbantes Vermelhos, as forças Qing queimaram os subúrbios ao norte de Guangzhou para evitar que abrigassem os rebeldes. A rebelião foi finalmente derrotada em 1856, seguida pela execução em massa de supostos simpatizantes e participantes da rebelião.

### Revolta dos Panthay
O líder da Revolta dos Panthay Du Wenxiu, declarou sua intenção de derrubar os Qing e expulsar os Manchus da China. A rebelião começou após massacres de Hui perpetrados pelas autoridades Manchu.  Du usou retórica anti-Manchu em sua rebelião contra os Qing, pedindo que Han se juntasse aos Hui para derrubar os Manchu Qing após 200 anos de seu governo.   Du convidou o colega líder muçulmano Hui, Ma Rulong, para se juntar a ele na expulsão dos Manchu Qing e "recuperar a China".  Por sua guerra contra a "opressão" Manchu, Du "tornou-se um herói muçulmano", enquanto Ma Rulong desertou para Qing.  Em várias ocasiões, Kunming foi atacado e demitido pelas forças de Du Wenxiu.   Sua capital era Dali.  A revolta terminou em 1873.  Du Wenxiu é considerado um herói pelo atual governo da China. 

### Rebeliões tibetanas
Os lamas budistas tibetanos rebelaram-se contra os Qing em Batang durante a Rebelião Tibetana de 1905, assassinando o líder manchu Fengquan, e também matando missionários católicos franceses e tibetanos convertidos ao catolicismo.

## Derrubada dos Qing

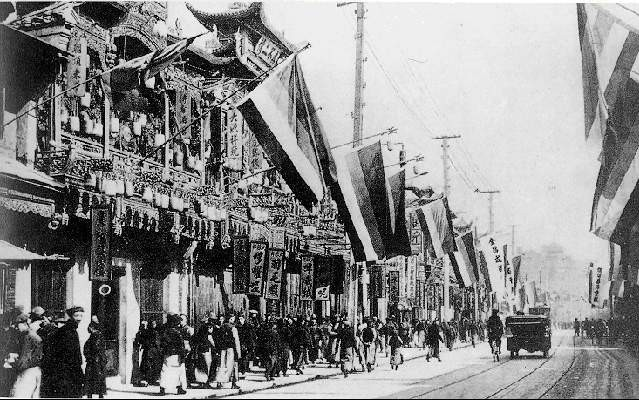
Celebrações na Rua de Nanquim, Xangai durante a Revolução Xinhai, 1911

A Revolução Xinhai de 1911 foi catalisada pelo triunfo da Revolta de Wuchang, quando os revolucionários vitoriosos de Wuchang telegrafaram às outras províncias pedindo-lhes que declarassem a sua independência, e 15 províncias do Sul da China e da China Central o fizeram. 
Os revolucionários de Xinhai lançaram massacres em massa contra os Manchus nas cidades chinesas.  Estes notórios massacres de Manchus incluem o que aconteceu em Wuhan, onde cerca de 10.000 Manchus foram massacrados e o massacre de cerca de 20.000 Manchus em Xi'an.  A comunidade muçulmana Hui estava dividida no seu apoio à Revolução Xinhai de 1911. Os muçulmanos Hui de Shaanxi apoiaram os revolucionários e os muçulmanos Hui de Gansu apoiaram os Qing. Os nativos muçulmanos Hui (maometanos) de Xi'an (província de Shaanxi) juntaram-se aos revolucionários chineses Han no massacre de toda a população manchu de Xi'an, de 20.000 pessoas.    Os muçulmanos Hui nativos da província de Gansu, liderados pelo general Ma Anliang, aliaram-se aos Qing e prepararam-se para atacar os revolucionários anti-Qing da cidade de Xi'an. Apenas alguns manchus ricos foram detidos para resgate e algumas mulheres manchus sobreviveram. Os chineses han ricos capturaram meninas manchus para se tornarem suas escravas  e as tropas chinesas han pobres capturaram jovens mulheres manchus para serem suas esposas.  Jovens manchus também foram capturadas por muçulmanos Hui de Xi'an durante o massacre e criadas como muçulmanas. 
Em 29 de dezembro de 1911, Sun Yat-Sen foi empossado como o primeiro presidente da China. A República da China foi proclamada em 1º de janeiro de 1912, e em 12 de fevereiro de 1912, o imperador da China, Pu Yi, de 6 anos, e a imperatriz viúva Longyu assinaram um édito de abdicação, encerrando 268 anos de governo Qing e quase 2.000 anos de governo Qing. domínio dinástico na China.  Os incentivos para os nobres manchus foram descontinuados pelo governo em 1924.
Textos que continham conteúdo anti-Manchu foram proibidos pelo presidente Yuan Shikai durante o regime republicano.  No entanto, o sentimento anti-Manchu está aumentando novamente sob a República Popular da China, já que muitos nacionalistas chineses Han acreditam que o estado trata as minorias favoravelmente. 